# (98) Ianthé
Pour les articles homonymes, voir Ianthé.
(98) Ianthé, désignation internationale (98) Ianthe, est un astéroïde de la ceinture principale d'astéroïdes découvert par Christian Peters le 18 avril 1868 à Clinton.

## Description
(98) Ianthé présente une orbite caractérisée par un demi-grand axe de 2,69 UA, une excentricité de 0,19 et une inclinaison de 15,6° par rapport à l'écliptique. Son diamètre a été estimé par l'IRAS à 104,45 km,.
Très sombre, il est composé de carbonates.

## Étymologie
Cet astéroïde est nommé en référence à Ianthé.